# 小澤絵理菜
小沢 絵理菜（おざわ えりな、1986年9月9日 - ）は、兵庫県出身のタレント。
2004年から2008年までノイエに在籍していた。

## 来歴
- 2004年、友達と神戸で買い物中スカウトされ芸能界入り。そのわずか1ヵ月後に韓国ドラマで女優デビュー、更にサエコや沢尻エリカ等を輩出した週刊ヤングジャンプ「全国女子高生制服コレクション」でグラビアデビューを果たす。彼女のデビューは地元のスポーツ新聞等で大きく取り上げられた。当時本人はヤングジャンプがどういうものか知らず、気付いたら雑誌に自分が載っていたという。その後グラビアで様々な雑誌に出演。
- グラビア活動と同時に、その持ち前の明るさとキャラクターでバラエティー番組にも出演。関西ではレギュラー番組も抱えていた。後半になるとドラマへの出演が増え、ウッチャンナンチャンの内村光良や和久井映見、鷲尾真知子といったそうそうたる顔ぶれとの共演も果たす。
- それまでイメージDVDを出していなかったが、2006年ファーストDVDを発売する。ファッションブランドのイメージガールにも抜擢され、ハリウッドとのコラボレーションでモデルを務めた。現場ではスタイリストが用意していたズボンの丈が彼女の脚の長さには足りず、急遽ズボンを七分丈にして撮影を行ったという話もある。これは彼女自身が出した案だということを、後に行われたサイン会で本人も述べている。
- その後も順調に多方面で人気を伸ばしていたが、2007年以前から本人が熱望していた歌手への道を目指すため突然の活動停止を発表、それから一度もファンの前には姿を見せていない。

## 人物
- 趣味：カラオケ、ダンス
- 特技：ピアノ、軟式テニス、変身
- 「えりなーにゃ」「えりにゃ」「姫」と呼ばれている。

## 出演

### 雑誌
- 2004年：ヤングジャンプ「制コレ'04」
  - 制コレISM
- 2005年：雑誌「スコラ」「BOMB」
- 2006年：ミスマガジン2006 セミファイナル
  - 週刊少年マガジン、BOMB、ヤングサンデー、週刊アスキー

etc...

### テレビ
- 24時間テレビ 「愛は地球を救う」（NTV）
- おでかけ!（MBS）
- ワンダーナイト2（BS朝日）
- Pinkの遺伝子（テレビ東京）
- ガラスの華（韓国ドラマ）
- スティング松岡 危機一髪!（フジテレビ） - 優香 役
- 半分の月がのぼる空（テレビ東京）‐ 真奈美役
- 廃校（Vシネマ）
- 毎日がスロ曜日 - さやか役
- グラドル女学院（BSフジ）
- グラビアの美少女（MONDO21）

### その他
- 2005年：ファッション「fls」ハリウッド イメージモデル
- 2006年：ファーストDVD「ERINAinGUAM」[1]
- 2007年：インターワークス イメージガール